# 美國國家軍事指揮中心
國家軍事指揮中心（英語：National Military Command Center，NMCC）是五角大廈的指揮和通信中心，由美國空軍部負責後勤、預算、設施和系統支援維護，但實際運作是由參謀長聯席會議聯三（J3）人員執行，國家軍事指揮中心首要任務是監控可能具有國防意義的全球事件，國家軍事指揮中心能夠向全球的飛彈發射控制中心、核潛艇、偵察機以及戰場指揮官發布緊急行動訊息（EAM），著名的美俄熱線也由國家軍事指揮中心管理。

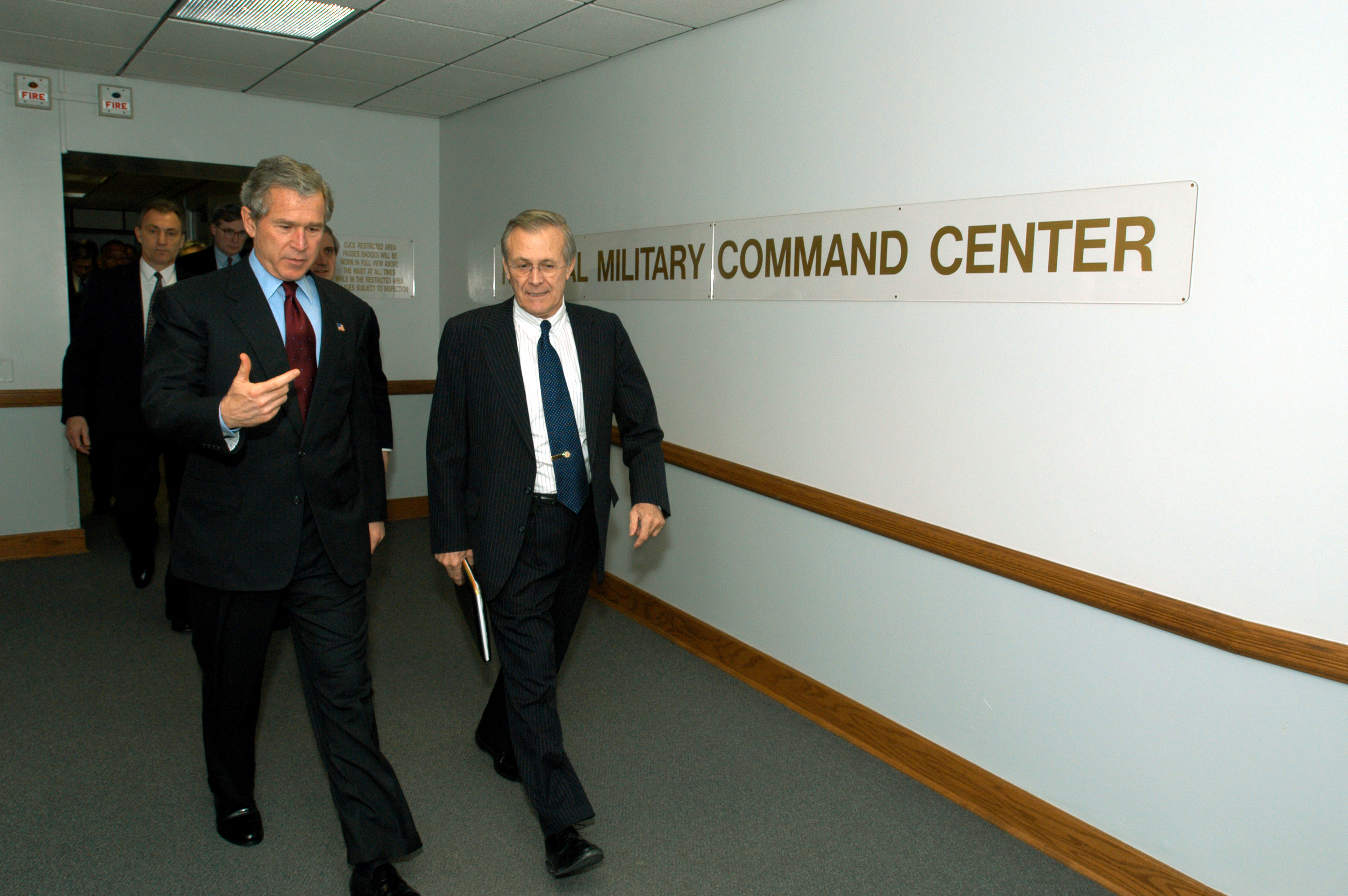
2003年，美國總統小布希和國防部長唐納·倫斯斐前往國家軍事指揮中心聽取簡報。

## 組織
美國國家軍事指揮中心由五個團隊輪流值班，每個團隊約有17人至20人，一個團隊由一位作戰主任（DDO）領導，以及一位助理作戰主任（ADDO），作戰主任為準將軍階，助理作戰主任為上校軍階，如果總統與其顧問召開會議討論選擇是否發動核打擊，作戰主任有權參與會議。
- 領導層（一位作戰主任和一位助理作戰主任）
- 即時作戰組（兩位高級行動官和三位即時行動官）
- 緊急行動小組（三位高級緊急行動官）
- 監視（一位軍官）
- 支援部門（約8人至10人）

國家軍事指揮中心擁有多個作戰室，約有300多人負責日常運作。